# Grać nie srać
Grać nie srać – album koncertowy zespołu polskiego wokalisty i muzyka Czesława Mozila – Czesław Śpiewa. Wydawnictwo ukazało się 9 października 2013 roku nakładem wytwórni muzycznej Mystic Production.
Płyta dotarła do 17. miejsca polskiej listy przebojów (OLiS).

## Lista utworów
Opracowano na podstawie materiału źródłowego.
| CD 1 1. "Wesoły Kapelusz" - 5:09 2. "Piosenka Dla Pajączka" - 5:12 3. "Żaba Tonie W Betonie" - 4:32 4. "A Jednak" - 5:07 5. "Do Laury" - 7:00 6. "Pipe Dreams" - 2:43 7. "The Tournus" - 5:10 8. "Ucieczka Z Wesołego Miasteczka" - 6:39 9. "Kradzież Cukierka" - 5:45 10. "Krucha Blondynka" - 3:33 11. "One" - 1:17 12. "Not the First Not the Last One" - 4:31 13. "Postój Zimowy" - 8:47 14. "Caesia & Ruben" - 5:19 |  | CD 2 1. "Efekt Uboczny Trzeźwości" - 9:31 2. "Toast For the Host" - 3:29 3. "Proszę Się Nie Bać" - 4:46 4. "W Sam Raz" - 4:53 5. "Łabędzie" - 2:50 6. "Zjednoczmy Się W Obciachu (2012/2013)" - 1:03 7. "When the Boys Meet the Girls (Zap Mix)" - 7:57 8. "Słonce" - 3:45 9. "Mieszko i Dobrawa Jako Początek Państwa Polskiego" - 2:38 10. "Kiedy Tatuś Sypiał Z Mamą" - 5:02 11. "Pieśń o Szczęściu" - 4:41 12. "Catchy Kathy" - 9:37 13. "Maszynka Do Świerkania (Zap Mix)" - 5:28 |